# Carlo Corazzin
Giancarlo Michele „Carlo” Corazzin (ur. 25 grudnia 1971 w New Westminster) – kanadyjski piłkarz pochodzenia włoskiego występujący na pozycji napastnika.

## Kariera klubowa
Corazzin seniorską karierę rozpoczynał w 1992 roku w klubie Winnipeg Fury z CSL. W tym samym roku zdobył z nim mistrzostwo tych rozgrywek. W 1993 roku odszedł do ekipy Vancouver 86ers z amerykańskiej ligi ASPL. W tym samym roku trafił do angielskiego Cambridge United z Division Two. W 1995 roku spadł z nim do Division Three.
Na początku 1996 roku przeszedł do Plymouth Argyle, także grającego w Division Three. W tym samym roku awansował z nim do Division Two. W 1998 roku, po spadku Plymouth do Division Three, odszedł do Northampton Town z Division Two. W 1999 roku spadł z nim do Division Three. W Northampton spędził jeszcze rok.
W 2000 roku Corazzin trafił do Oldham Athletic z Division Two. Spędził tam 3 lata. W 2003 roku wrócił do Kanady, gdzie ponownie został graczem klubu Vancouver Whitecaps, w którym występował już, gdy ten nosił nazwę Vancouver 86ers. W 2005 roku zakończył karierę.

## Kariera reprezentacyjna
W reprezentacji Kanady Corazzin zadebiutował 1 czerwca 1994 roku w zremisowanym 1:1 towarzyskim pojedynku z Marokiem. 10 stycznia 1996 roku w wygranym 3:1 spotkaniu Złotego Pucharu CONCACAF z Hondurasu strzelił pierwszego gola w kadrze narodowej. Tamten turniej Kanada zakończyła na fazie grupowej.
W 2000 roku Corazzin ponownie wziął udział w Złotym Pucharze CONCACAF, który tym razem okazał się dla Kanady zwycięski. W 2001 roku został powołany do kadry na Puchar Konfederacji. Zagrał na nim w meczach z Japonią (2:3), Brazylią (0:0) i Kamerunem (0:2). Z tamtego turnieju Kanada odpadła po fazie grupowej.
W 2003 roku po raz trzeci uczestniczył w Złotym Pucharze CONCACAF, który Kanada zakończyła na fazie grupowej. W latach 1994–2004 w drużynie narodowej rozegrał Corazzin w sumie 59 spotkań i zdobył 11 bramek.